# Eurodryas tenebricosa
Eurodryas tenebricosa är en fjärilsart som beskrevs av Bang-haas 1827. Eurodryas tenebricosa ingår i släktet Eurodryas och familjen praktfjärilar. Inga underarter finns listade i Catalogue of Life.